# Kasteel Bruinhorst
Kasteel Bruinhorst is een bouwwerk in het dorp Ederveen, in  de Nederlandse provincie Gelderland. Het bouwwerk is gelegen aan de Luntersekade.

## Geschiedenis
De naam Bruine Horst komt al in het verpondingsregister (register van belastingen vanaf de vijftiende eeuw, opgelegd in ‘ponden’) van 1651 voor. Uit latere stukken blijkt dat dit huis in 1764 werd verkocht aan A.J. Baron Torck. Het kasteel is waarschijnlijk halverwege de 19de eeuw afgebroken. Bij het kasteel hoorde een landgoed. Dit komt in 1878 in handen van mevrouw S.E. Reiger-Fisler. Deze besluit op de plek van het voormalige kasteel een net buitenverblijf, het in 1879 gebouwde huize Bruinhorst te bouwen. Zij was tevens de eerste bewoner van het pand. Vanaf 1910 wisselt het kasteel enige malen van eigenaar en wordt het niet meer door particulieren bewoond. In de Tweede Wereldoorlog wordt het onder de naam kamp Bruinhorst gebruikt als onderkomen in het kader van de 'werkverschaffing', als doorvoerplaats voor een groep Joden en als onderkomen voor evacués uit het westen van Nederland. Na de oorlog werden er repatrianten uit Nederlands-Indië gehuisvest en in de jaren 50 werd het de verblijfplaats voor 19 Molukse gezinnen. In 1978 kwam Bruinhorst weer in particuliere handen en werd een broodnodige restauratie uitgevoerd. In 1980 kwam het kasteel in bezit van de Katholiek Apostolische Kerk - Gemeente Gods.

## Het gebouw
Het is een symmetrisch gebouw in eclectische stijl. Op het terrein is een koetshuis in dezelfde stijl. Het geheel staat in een lang aangelegd park met waterpartijen. Het smeedijzeren toegangshek is getooid met twee lantaarns aan weerszijden waaronder de woorden Bruin (links) en Horst (rechts) in kapitale letters zijn aangebracht.
Het is nu een gemeentelijk monument. Sinds 2009 is het huis in bezit van de heer Dunsbergen.

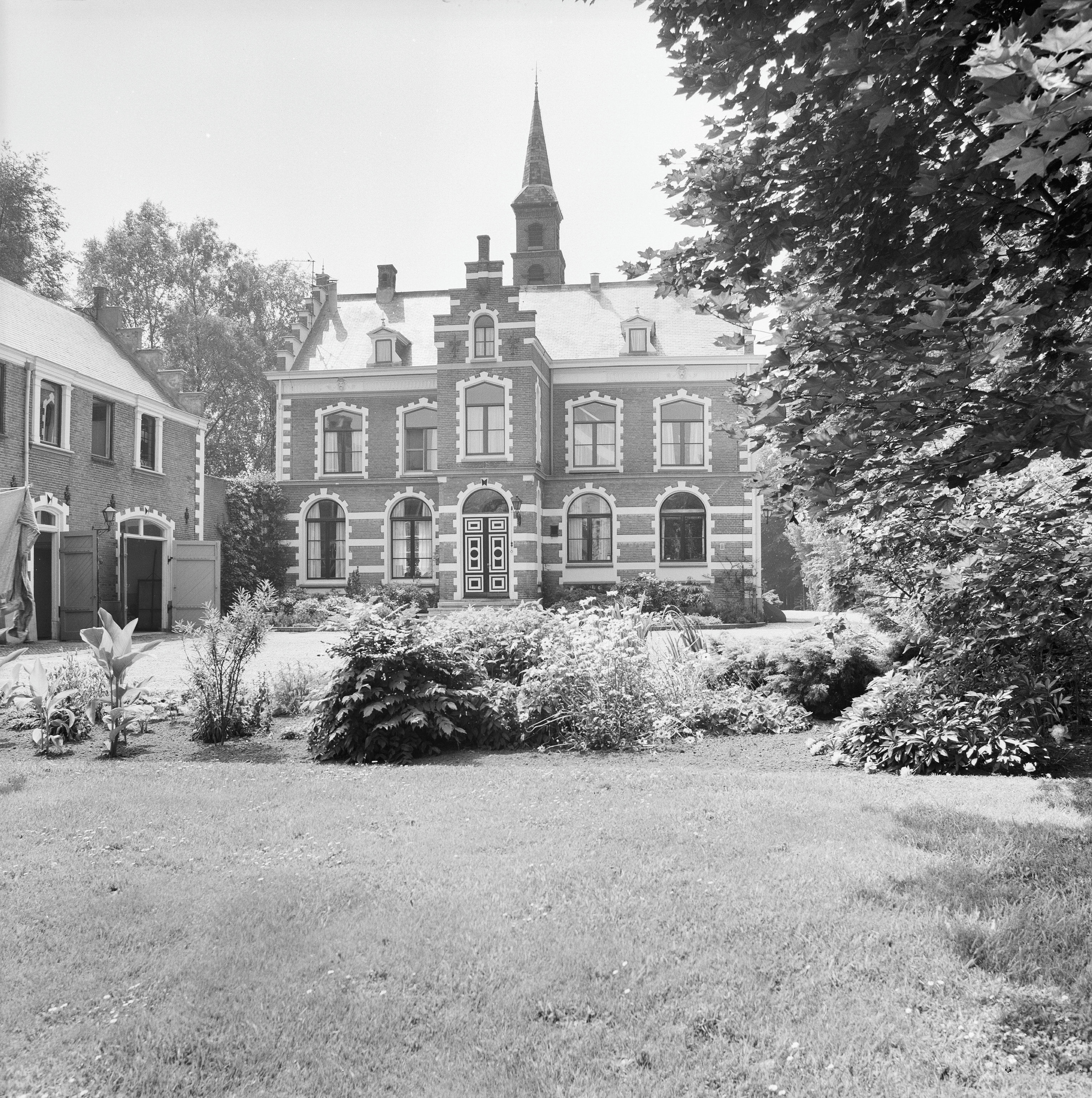
Voorgevel
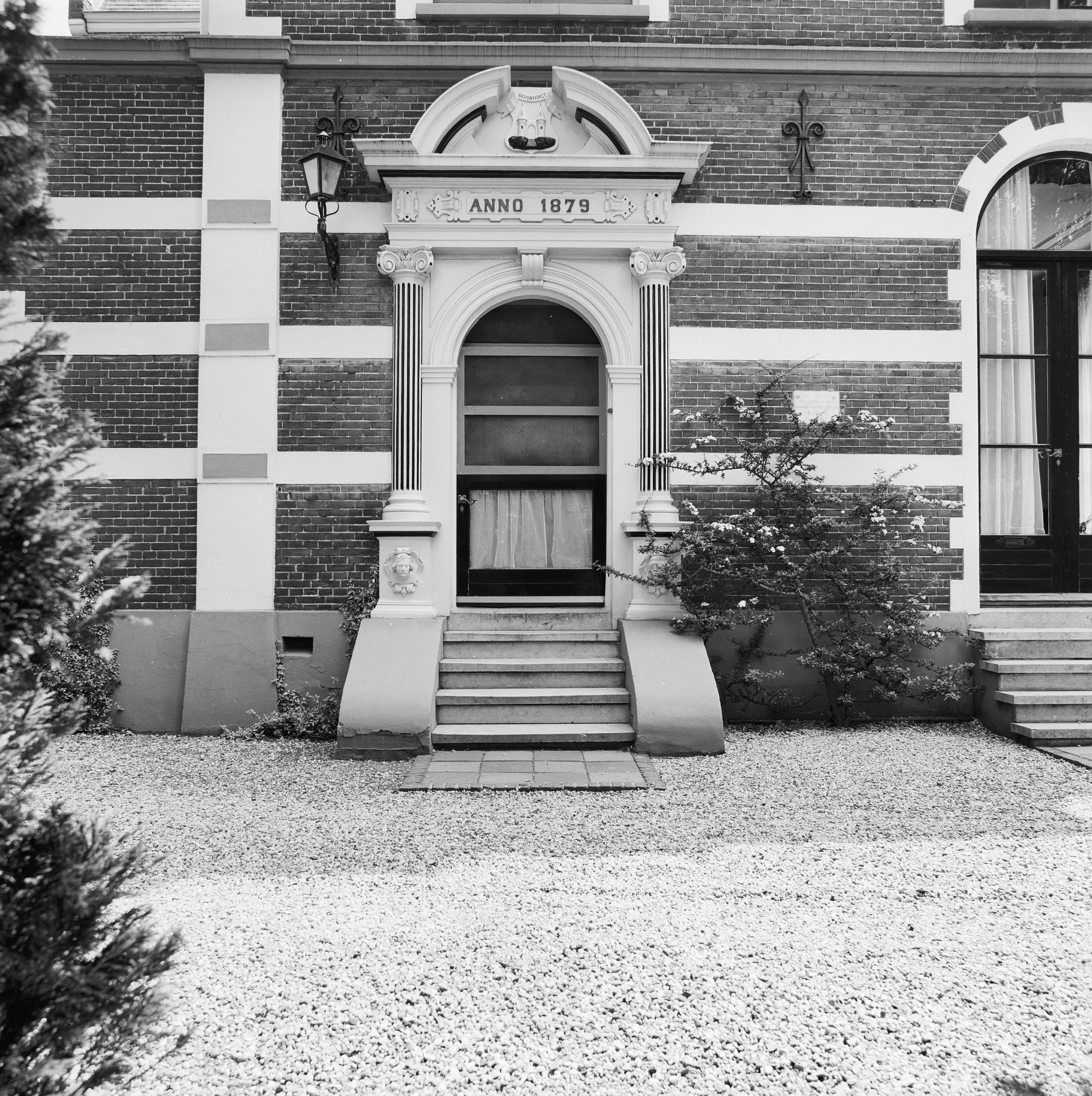
Entree
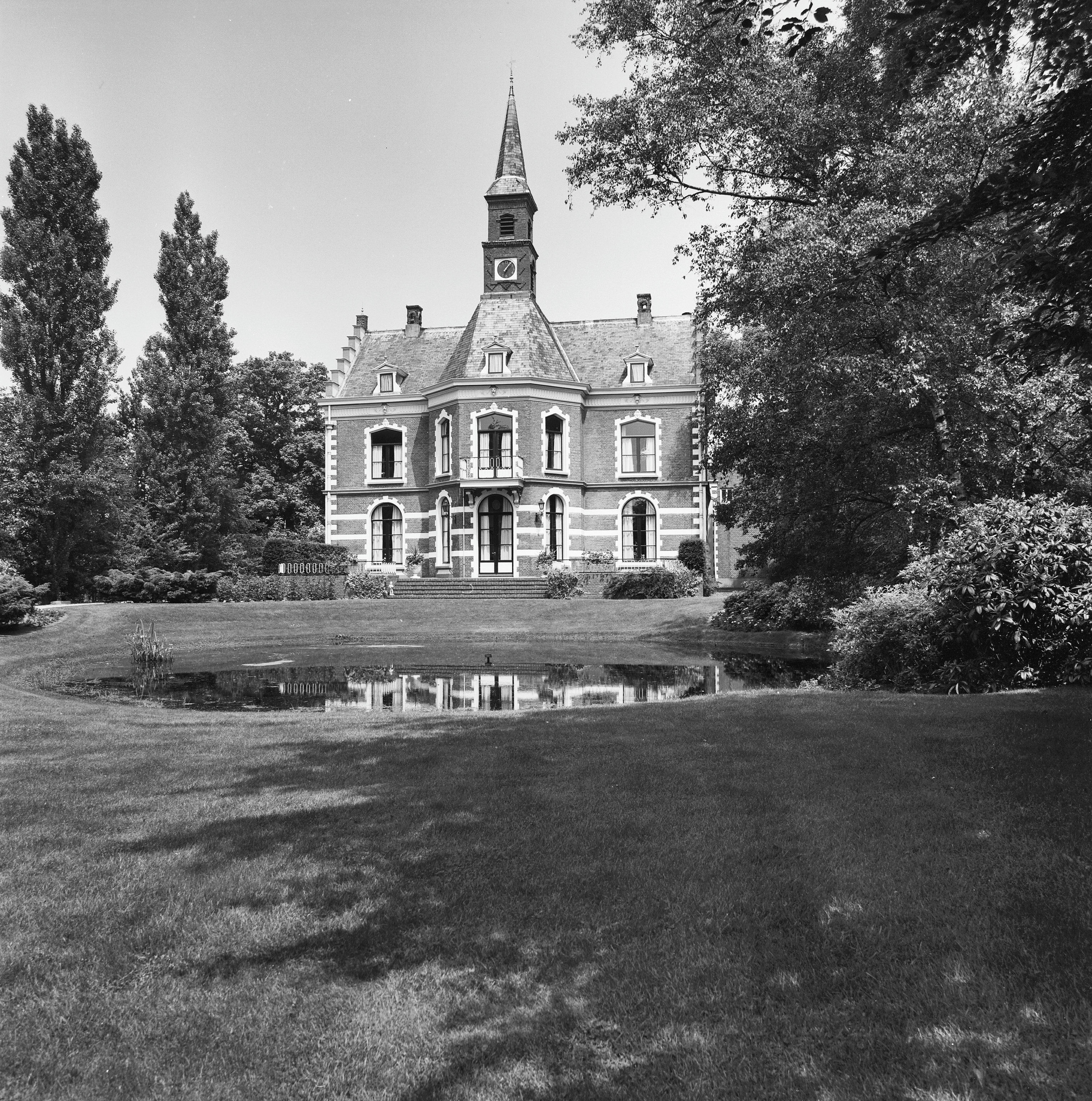
De achtergevel van het kasteel (1979)
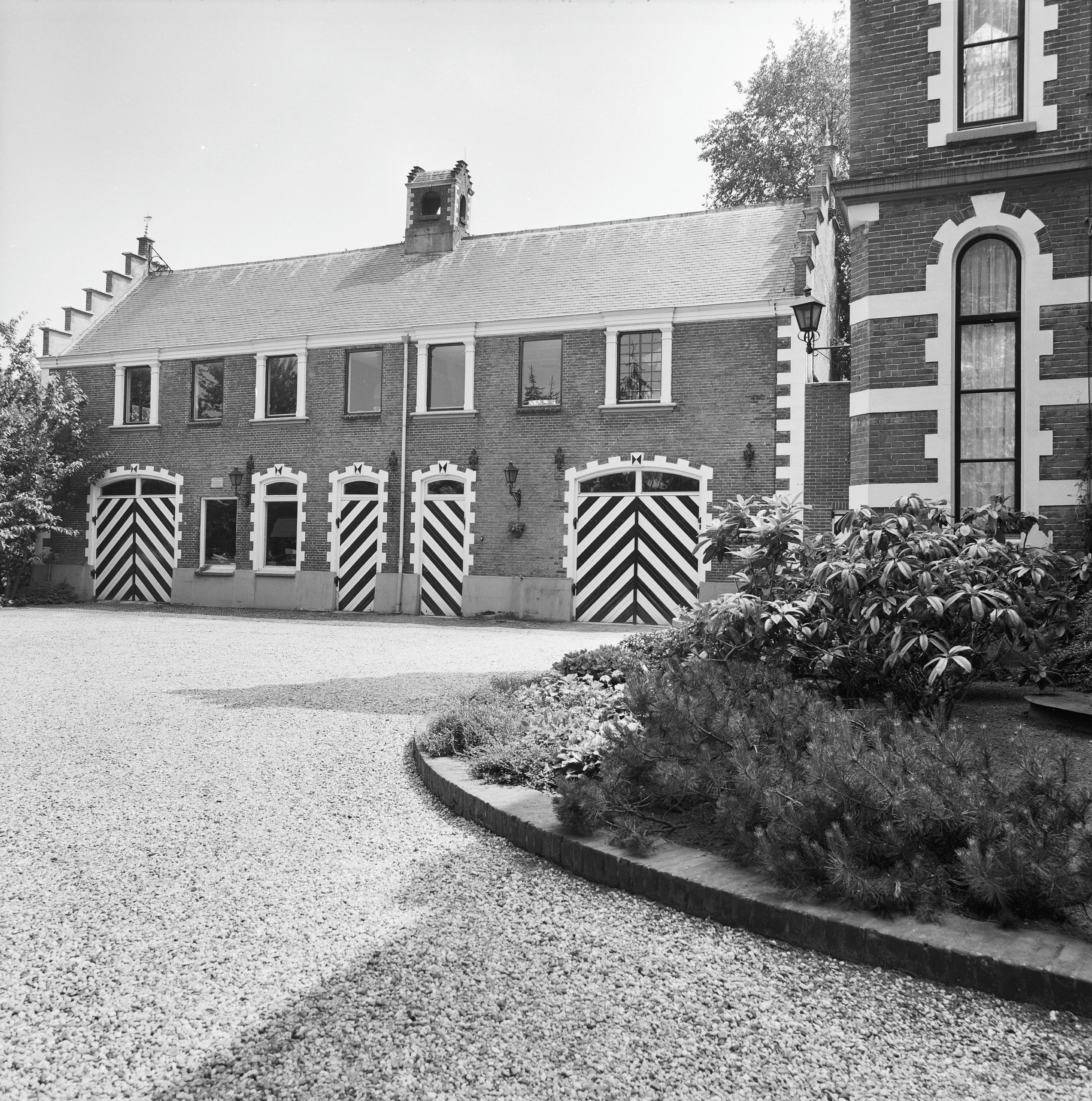
Koetshuis